# Arc de Triomphe du Carrousel

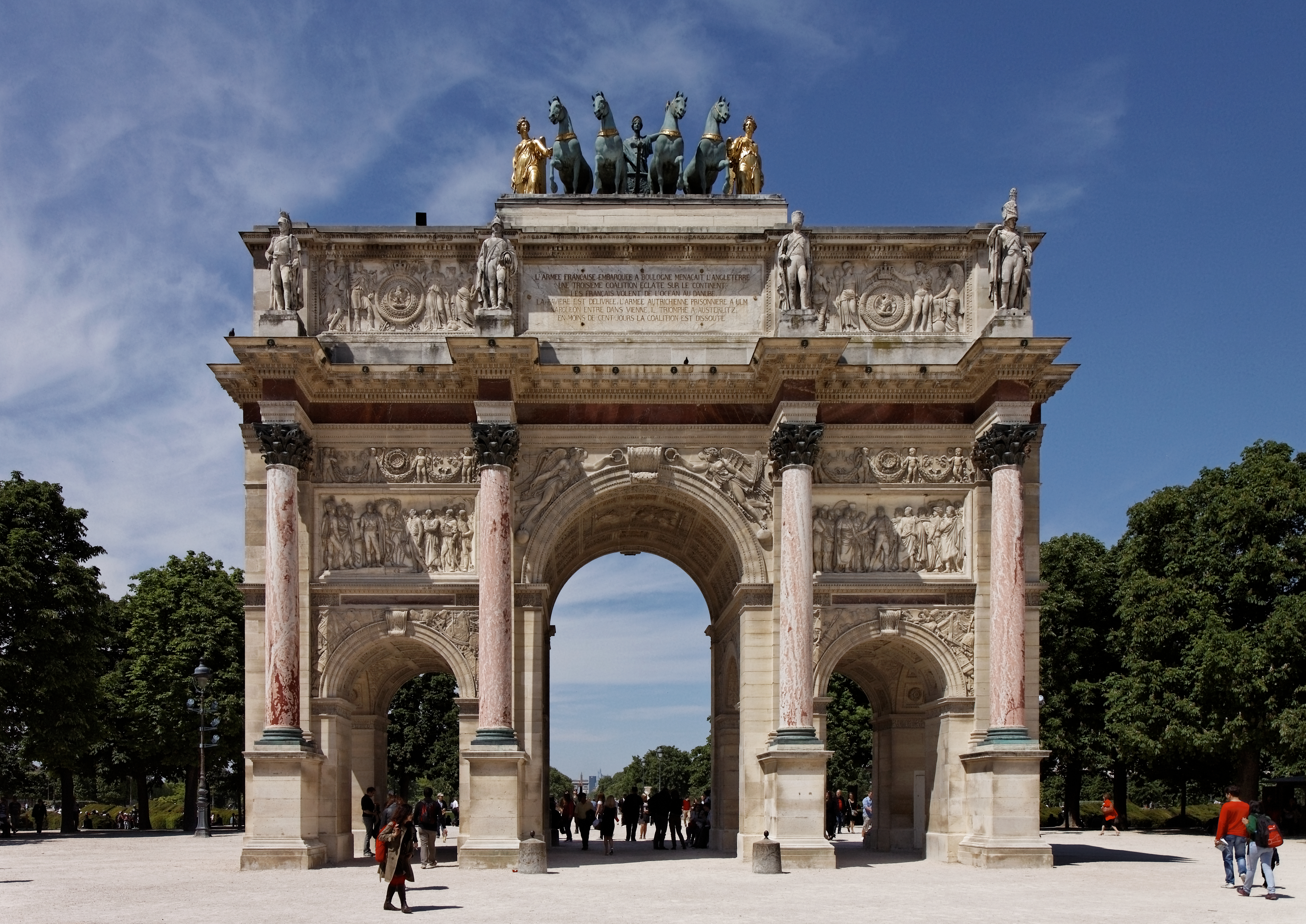
Arc de Triomphe du Carrousel.

Arc de Triomphe du Carrousel är en triumfbåge i Paris, rest väster om Louvren på Place du Carrousel. Den uppfördes under åren 1806–1808 som en del av Tuilerierna, efter modell av Septimius Severusbågen i Rom, för att hugfästa Napoleons segrar i tredje och fjärde koalitionskriget.

### Webbkällor
- ”Arc de Triomphe du Carrousel”. Famous Wonders. https://famouswonders.com/arc-de-triomphe-du-carrousel/. Läst 10 november 2024.